# Orthobula crucifera
Espèce
Orthobula crucifera est une espèce d'araignées aranéomorphes de la famille des Trachelidae.

## Distribution
Cette espèce se rencontre au Japon, en Corée du Sud et en Chine..

## Description
La femelle holotype mesure 2,75 mm.

## Publication originale
- Bösenberg & Strand, 1906 : Japanische Spinnen. Abhandlungen der Senckenbergischen Naturforschenden Gesellschaft, vol. 30, p. 93-422 (texte intégral).